# Xe législature du Parlement de Cantabrie
La Xe législature du Parlement de Cantabrie est un cycle parlementaire du Parlement de Cantabrie, d'une durée de quatre ans, ouvert le 20 juin 2019 à la suite des élections du 26 mai précédent, et clos le 4 avril 2023.

## Bureau
| Poste                    | Titulaire           | Parti | Parti |
| ------------------------ | ------------------- | ----- | ----- |
| Président                | Joaquín Gómez       |       | PSOE  |
| Première vice-présidente | Emilia Aguirre      |       | PRC   |
| Seconde vice-présidente  | María José González |       | PP    |
| Première secrétaire      | Ana Obregón         |       | PRC   |
| Second secrétaire        | Diego Marañón       |       | Cs    |

## Groupes parlementaires
| Nom | Nom                 | Début | 02/06/22 | Fin | Porte-parole      |
| --- | ------------------- | ----- | -------- | --- | ----------------- |
|     | Groupe régionaliste | 14    | 14       | 14  | Pedro Hernando    |
|     | Groupe populaire    | 9     | 9        | 9   | Íñigo Fernández   |
|     | Groupe socialiste   | 7     | 7        | 7   | Noelia Cobo       |
|     | Groupe Ciudadanos   | 3     | 0        | -   | Félix Álvarez     |
|     | Groupe mixte        | 2     | 4        | 4   | Cristóbal Palacio |
|     | Non-inscrits        | -     | 1        | 1   | Marta García      |

## Commissions parlementaires
| Commission                                                                                            | Président                   | Parti | Parti |
| --- | --------------------------- | ----- | ----- |
| Commissions permanentes législatives                                                                  |                             |       |       |
| Commission du Développement rural, de l'Élevage, de la Pêche, de l'Alimentation et de l'Environnement | Pablo Diestro               | PRC   |       |
| Commission de l'Économie et des Finances                                                              | Lorenzo Vidal de la Peña    | PP    |       |
| Commission de l'Éducation et de la Formation professionnelle                                          | José Miguel Fernández       | PRC   |       |
| Commission de l'Emploi et des Politiques sociales                                                     | Javier García-Oliva         | PSOE  |       |
| Commission de l'Emploi et des Politiques sociales                                                     | Eva Salmón (25/10/2019)     | PSOE  |       |
| Commission de l'Industrie, du Tourisme des Transports et du Commerce                                  | Ana Obregón                 | PRC   |       |
| Commission de l'Industrie, du Tourisme des Transports et du Commerce                                  | Pedro Hernando (05/03/2021) | PRC   |       |
| Commission des Travaux publics, de l'Aménagement du territoire et de l'Urbanisme                      | Javier López                | PRC   |       |
| Commission de la Présidence, de l'Intérieur, de la Justice et de l'Action extérieure                  | Pedro Hernando              | PRC   |       |
| Commission de la Santé                                                                                | Paz de la Cuesta            | PSOE  |       |
| Commission de l'Enseignement supérieur, de l'Égalité, de la Culture et du Sport                       | Noelia Cobo                 | PSOE  |       |
| Commissions permanentes non-législatives                                                              |                             |       |       |
| Commission du Règlement                                                                               | Joaquín Gómez               | PSOE  |       |
| Commission des Pétitions                                                                              | Joaquín Gómez               | PSOE  |       |
| Commission du Statut des députés                                                                      | Pedro Hernando              | PRC   |       |
| Commissions non-permanentes                                                                           |                             |       |       |
| Commission spéciale pour l'Étude et le Suivi de la COVID-19                                           | Joaquín Gómez               | PSOE  |       |
| Commission spéciale sur le Dépeuplement                                                               | Mónica Quevedo              | PRC   |       |
| Commission spéciale sur le Dépeuplement                                                               | Pablo Diestro (06/05/2022)  | PRC   |       |
| Commission spéciale sur le Handicap                                                                   | Noelia Cobo                 | PSOE  |       |

## Gouvernement et opposition
| Candidat                   | Date                                    | Vote       |     |    |      |    |     | Résultat |
| Candidat                   | Date                                    | Vote       | PRC | PP | PSOE | Cs | Vox | Résultat |
| Miguel Ángel Revilla (PRC) | 27 juin 2019 (majorité absolue requise) | Oui        | 14  |    | 7    |    |     | 21 / 35  |
| Miguel Ángel Revilla (PRC) | 27 juin 2019 (majorité absolue requise) | Non        |     | 9  |      | 3  |     | 12 / 35  |
| Miguel Ángel Revilla (PRC) | 27 juin 2019 (majorité absolue requise) | Abstention |     |    |      |    | 2   | 2 / 35   |

## Désignations

### Sénateurs
| Parti | Parti | Sénateur désigné              | Voix |
| ----- | ----- | ----------------------------- | ---- |
| PRC   |       | José Miguel Fernández Viadero | 20   |